# 博略 (康塔尔省)
博略（法語：Beaulieu，法語發音：[boljø] ⓘ）是法国康塔尔省的一个市镇，属于莫里亚克区。

## 地理
博略（45°27'24"N, 2°30'43"E）面积7.64 平方千米，位于法国奥弗涅-罗讷-阿尔卑斯大区康塔爾省，该省份为法国中南部省份，位于法國中央高原中心，北起科雷兹省、上盧瓦爾省和多姆山省，西接洛特省和科雷兹省，南至阿韦龙省和洛特省，东临上盧瓦爾省和洛泽尔省。
与博略接壤的市镇（或旧市镇、城区）包括：拉诺布尔、莫内斯捷波尔迪约、拉贝塞特、特雷穆耶圣卢、萨鲁-圣朱利安。

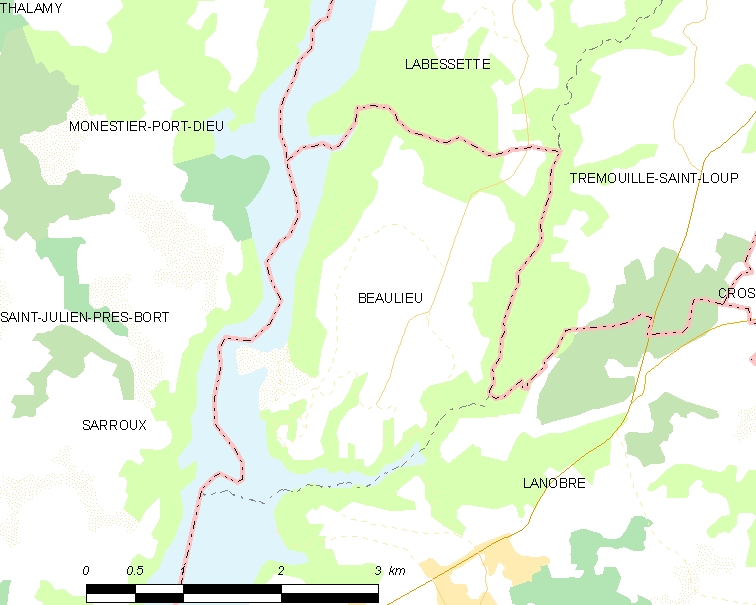
的OSM定位图

博略的时区为UTC+01:00、UTC+02:00（夏令时）。

## 行政
博略的邮政编码为15270，INSEE市镇编码为15020。

## 政治
博略所属的省级选区为伊德县。

## 人口

1962-2008年间人口变化图示

博略于2022年1月1日时的人口数量为84人。